# Enzenreith
Enzenreith osztrák község Alsó-Ausztria Neunkircheni járásában. 2019 januárjában 1956 lakosa volt. 

## Elhelyezkedése

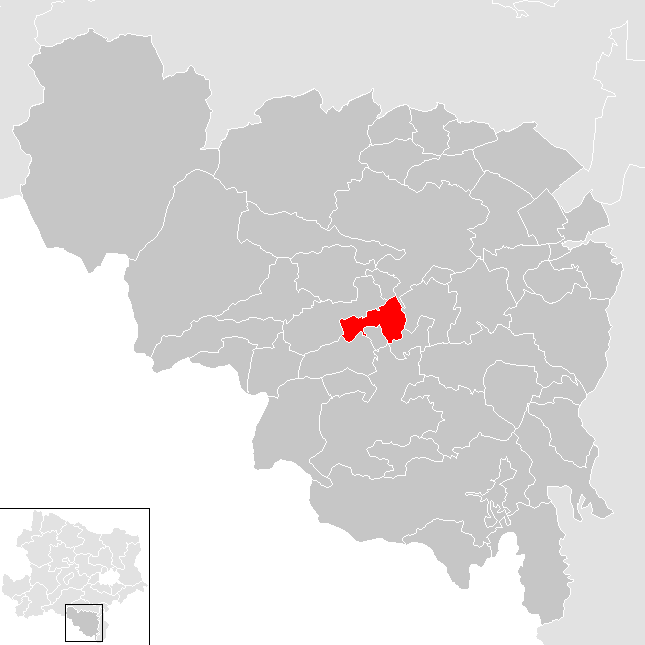
Enzenreith a Neunkircheni járásban

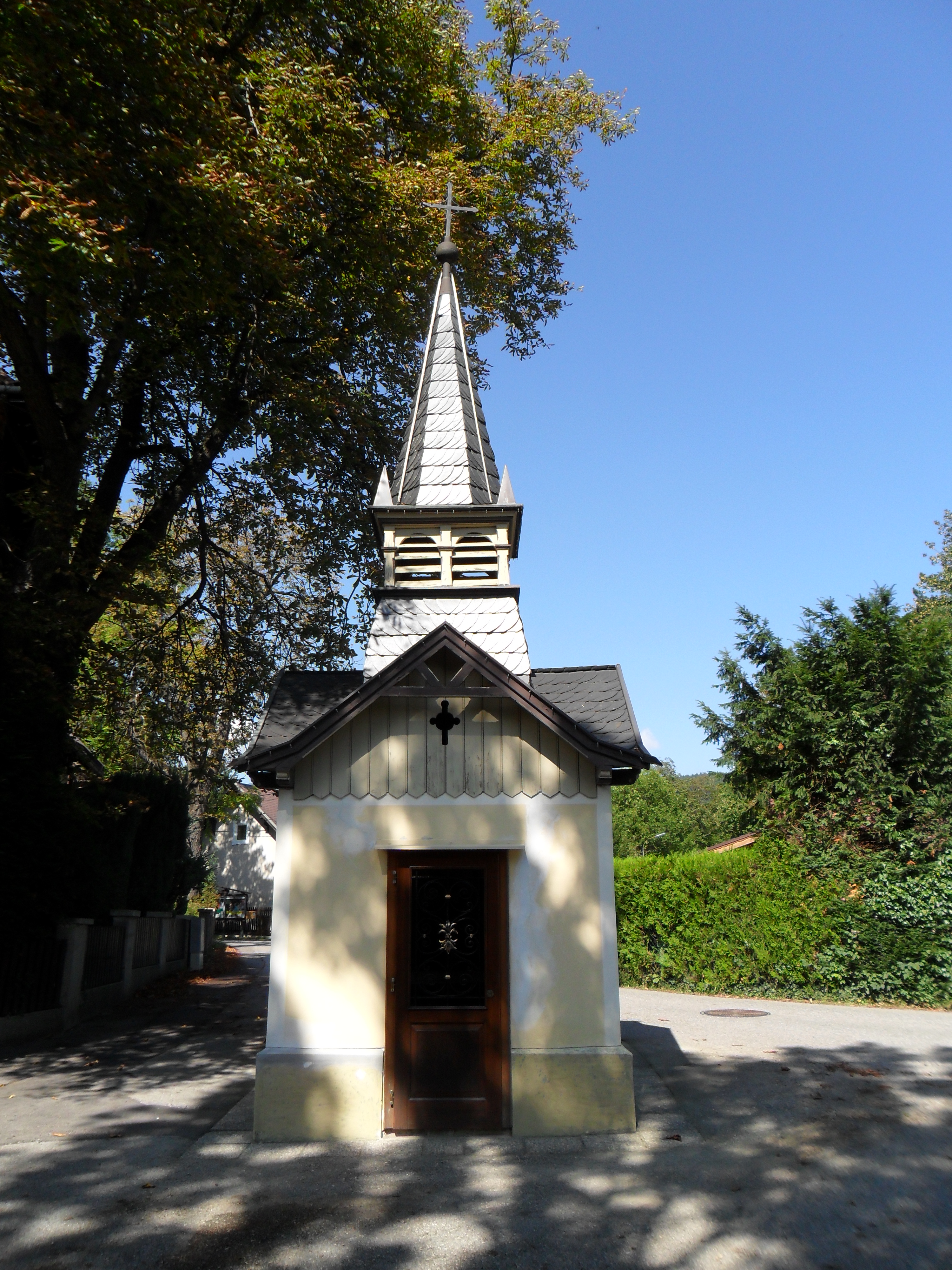
Hart kápolnája

Enzenreith Alsó-Ausztria Industrieviertel régiójában fekszik a Schwarza folyó völgyében. Területének 44,7%-a erdő. Az önkormányzat 6 településrészt, illetve falut egyesít: Enzenreith (752 lakos 2019-ben), Hart (340), Hilzmannsdorf (53), Köttlach (414), Thürmannsdorf (16) és Wörth (381).  
A környező önkormányzatok: északra Buchbach, északkeletre Ternitz, keletre Grafenbach-Sankt Valentin, délkeletre Altendorf, délnyugatra Raach am Hochgebirge, északnyugatra Gloggnitz.

## Története
Egy köttlachi temetkezési hely után köttlachi kultúrának nevezik azt a 8-10. századi kézműves kultúrát, amely Stájerország-Karintia-Szlovénia területén terjedt el és német, szláv, magyar hatások egyaránt érték. 
Enzenreith 1835-ben még mindössze 15 házból állt és 95 lakosa volt.
A községhez 1968-ban csatlakozott az addig önálló Köttlach, 1970-ben pedig Thürmannsdorf. 

## Lakosság
Az enzenreithi önkormányzat területén 2019 januárjában 1956 fő élt. A lakosságszám 1961 óta gyarapodó tendenciát mutat. 2017-ben a helybeliek 94,2%-a volt osztrák állampolgár; a külföldiek közül 0,7% a régi (2004 előtti), 1,2% az új EU-tagállamokból érkezett. 1,6% a volt Jugoszlávia (Szlovénia és Horvátország nélkül) vagy Törökország, 2,3% egyéb országok polgára volt. 2001-ben a lakosok 75%-a római katolikusnak, 5,9% evangélikusnak, 1,8% mohamedánnak, 15,4% pedig felekezeten kívülinek vallotta magát. Ugyanekkor 8 magyar élt a községben.  
A lakosság számának változása:

| 2016 | 1 921 |
| 2018 | 1 946 |

## Látnivalók
- a köttlachi Szt. Flórián-templom.
- Hart kápolnája
- a harti helytörténeti és bányászmúzeum

## Fordítás
- Ez a szócikk részben vagy egészben  az   Enzenreith című német Wikipédia-szócikk ezen változatának fordításán alapul.  Az eredeti cikk szerkesztőit annak laptörténete sorolja fel. Ez a jelzés csupán a megfogalmazás eredetét és a szerzői jogokat jelzi, nem szolgál a cikkben szereplő információk forrásmegjelöléseként.